# Прокопий Зографски
Прокопий Зографски е български духовник, архимандрит, игумен на българския светогорски Зографски манастир.

## Биография
Роден е през 1893 година в сярското българско село Горно Броди (тогава в Османската империя, днес в Гърция). Светското му име е Петър Шкутов. Става послушник (1911) и монах (1914) в Зографския манастир. След 1945 година е възведен в архимандритско достойнство. От 1947 година е игумен на манастира.